# Carsten Burhop
Carsten Burhop (* 2. November 1973 in Bremen) ist ein deutscher Historiker.

## Leben
Nach dem Abitur absolvierte Burhop eine Ausbildung zum Bankkaufmann bei der Deutschen Bank in Bremen. Daran schloss sich der Grundwehrdienst an, dem das Studium der Volkswirtschaftslehre an der Universität Bonn folgte (Abschluss: Diplom-Volkswirt). 2002 wurde er in Bonn zum Dr. phil. promoviert.
Nach einer Tätigkeit als Wissenschaftlicher Assistent am Institut für Wirtschafts- und Sozialgeschichte der Universität Münster (2003–2007) war Burhop Heisenberg-Stipendiat der Deutschen Forschungsgemeinschaft am Max-Planck-Institut zur Erforschung von Gemeinschaftsgütern. 2005 erfolgten die Habilitation und die Venia legendi für Volkswirtschaftslehre.
2009 erhielt er einen Ruf auf die W3-Professur für Wirtschafts- und Unternehmensgeschichte an der Universität zu Köln. 2012 lehnte er einen Ruf an die University of Glasgow ab. Von 2013 bis 2016 war er Universitätsprofessor für Wirtschafts- und Sozialgeschichte des 19. und 20. Jahrhunderts unter besonderer Berücksichtigung der Geschichte der Weltwirtschaft an der Universität Wien; dabei gab er seine Rechtsstellung als deutscher Beamter auf Lebenszeit zugunsten eines österreichischen Angestelltenverhältnisses auf. Seit 2010 ist er Research Affiliate des Max-Planck-Instituts zur Erforschung von Gemeinschaftsgütern, seit 2016 Universitätsprofessor und Leiter der Abteilung für Verfassungs-, Sozial- und Wirtschaftsgeschichte (VSWG) des Instituts für Geschichtswissenschaft der Universität Bonn.
Carsten Burhops Forschungsschwerpunkte sind die deutsche, europäische und Weltwirtschaft seit dem 18. Jahrhundert, die Unternehmensgeschichte sowie die Geschichte der modernen Volkswirtschaft und ihrer Theorien. Er ist Mitglied einer Reihe von Beiräten, Vereinigungen und Herausgebergremien:
Er ist Mitglied für das Fach Wirtschafts- und Sozialgeschichte im Fachkollegium Wirtschaftswissenschaften bei der Deutschen Forschungsgemeinschaft, Mitglied im Querschnittsfachkollegium Langfristprogramme in den Geistes- und Sozialwissenschaften bei der Deutschen Forschungsgemeinschaft, Mitglied im Conseil Scientifique Equipex der École des Hautes Études en Sciences Sociales, Paris. Außerdem ist er Mitglied im Ausschuss für Wirtschaftsgeschichte des Vereins für Socialpolitik, Mitglied im Wissenschaftlichen Beirat des Instituts für Bank- und Finanzgeschichte, Mitglied im Wissenschaftlichen Beirat der Gesellschaft für Unternehmensgeschichte, Mitglied im Beraterkreis des Herausgebers des Jahrbuchs für Wirtschaftsgeschichte, Mitglied im Editorial board der European Review of Economic History, der Financial History Review und der Zeitschrift für Unternehmensgeschichte.

## Werke (Auswahl)
- Die Kreditbanken in der Gründerzeit (= Schriftenreihe des Instituts für Bankhistorische Forschung e. V. Bd. 21.) Steiner, Stuttgart 2004, ISBN 978-3-515-08413-0 (Zugleich: Diss. Bonn 2002).
- mit Sergej V. Gel'man: Transaction costs, liquidity and expected returns at the Berlin Stock Exchange, 1892–1913. Max Planck Institute for Research on Collective Goods, Bonn 2010.
- Wirtschaftsgeschichte des Kaiserreichs 1871–1918. UTB – Vandenhoeck & Ruprecht, Stuttgart 2011, ISBN 978-3-8252-3454-6.
- Wiederaufstieg, Krise und Rekonstruktion: Die Allgemeine Deutsche Credit-Anstalt in den Jahren 1924 bis 1941. In: Jahrbuch für Wirtschaftsgeschichte 2013, S. 153–187.
- mit Michael Kißener, Hermann Schäfer, Joachim Scholtyseck: Merck. Von der Apotheke zum Weltkonzern. Beck, München 2018, ISBN 978-3-406-70037-8.